# غيم شارك

هذا شعار غيم شارك

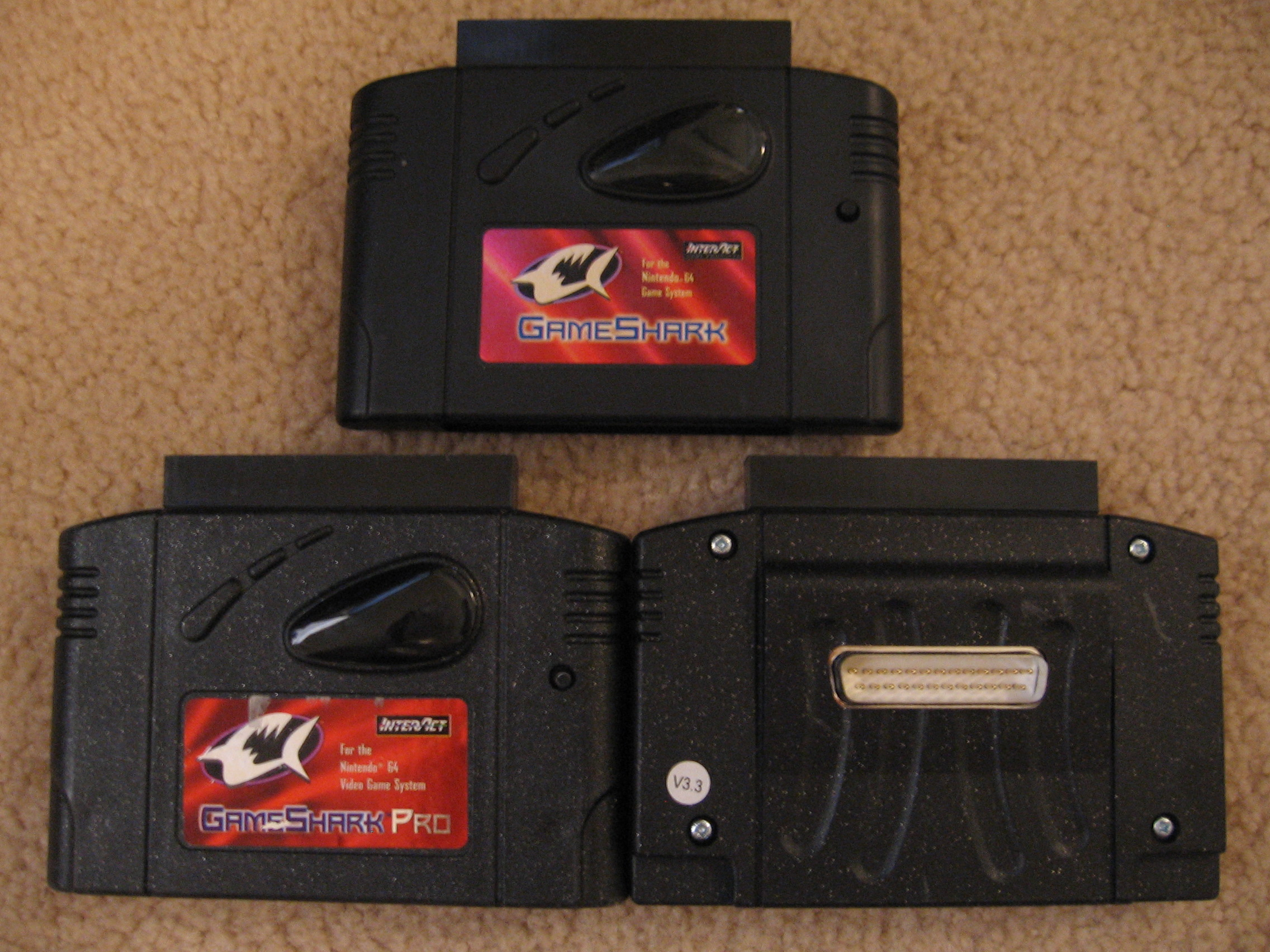
هذه إحدىّ أشرطة غيم شارك لإدخال اللعبة الأصلية بهدف تعديلها.

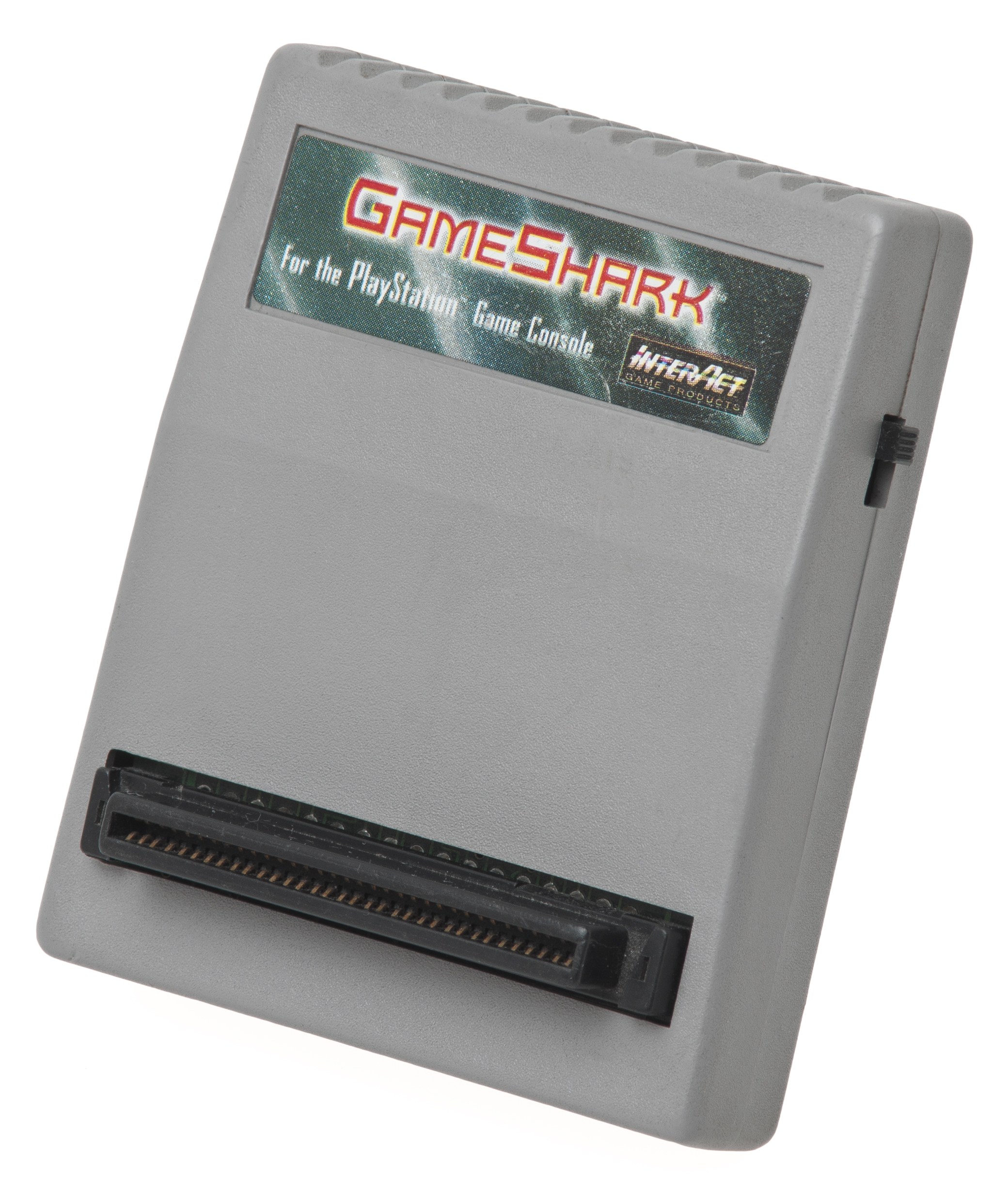
غيم شارك سيعمل على منصة بلاى ستيشن

غيم شارك (بالإنجليزية: GameShark)‏، هي اسم تجاري مجهول لتشغيل لعبة فيديو حسب المنصة، وتهدف إلى مساعدة اللاعب لإستخراج خفايا تصميم ألعاب الفيديو، وتعديلها لتسهيل المستخدمين علىّ الإستمتاع بألعاب الفيديو، وهذه تعتبر قرصنة وانتهاك لحقوق النشر للشركة الصانعة.

## ظهورها
ظهرت غيم شارك سنة 1995م، وكان الأكثر إستخداماً لأنظمة ألعاب فيديو هي: بلاي ستيشن، نينتندو 64 وبلاي ستيشن 2، وغيره، فطريقة تشغيل التطبيق المتوافق مع نظام التشغيل الغير مرخص بها، هي إدخال خرطوشة روم على غيم شارك مع جهاز منصة ألعاب، ثم ظهور إعدادات التعديل مثل زيادة قوة بطل اللعبة أو توفير أحدث المركبات الرياضية، ثم اختيار البداية.

### أمثلتها
ومن أمثلتها إن كانت لعبة فيديو تتعلق بسباق السيارات فهي في الأصل توفر 4 من أصل 20، ومع دخول غيم شارك لتعديل البيانات، بإمكان المستخدم حصول عدد كامل من السيارات، ومثلها بالأسلحة أو الطاقة أو ظهور بطل لا يقهر بسبب تعديل هذه البرمجة داخل اللعبة.

## نقد
إن أحد أسباب تعرض لعبة فيديو للتلف هي بسبب برنامج غيم شارك، فقد يتعرض اللعبة إلى التلف في حفظ اللعبة أو البرنامج بشكل كامل، بسبب الحماية القوية التي تتمتع بها بعض أنظمة التشغيل لألعاب الفيديو مثل نينتندو 64.

## قائمة الألعاب
غيم شارك يدعم أنظمة التشغيل الغير مرخصة بها:
- غيم بوي كولر
- غيم بوي أدفانس
- غيم بوي ميكرو
- نينتندو دي أس
- غيم كيوب
- بلاي ستيشن بورتبل
- بلاي ستيشن
- بلاي ستيشن 2
- سيغا ساترن
- دريم كاست
- إكس بوكس
- ما تبقى من بعض منصة الألعاب.